# Dżet (faraon)

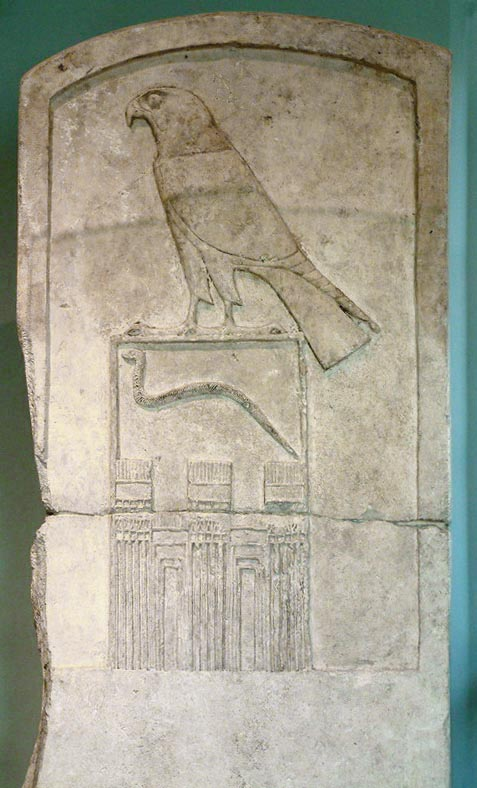
Stela Dżeta (Luwr, Paryż)

Dżet (Wadż, Król Wąż) – czwarty władca starożytnego Egiptu z I dynastii. Syn Dżera i Herneit.
Lata panowania:
- 3055–3050 p.n.e. (Grimal)
- 2952–2939 p.n.e. (Kwiatkowski)
- 2960–2930 p.n.e. (Schneider)

Jego imiona:
- Dżet – imię horusowe
- Iterti – na Liście Królów z Abydos i Papirusie Turyńskim
- Unephes – u Manetona

Maneton przypisuje mu 23 lub 42 lata rządów, rekonstrukcja Kamienia z Palermo pozwala mu przypisać 11 lat rządów. Żoną jego była królowa Meritneit, synem i następcą Den.
Wydaje się, że Dżet kontynuował politykę swoich poprzedników. Za jego czasów z niejasnych powodów zapanował głód (według Manetona). Miał również poprowadzić wyprawę o raczej pokojowym charakterze nad Morze Czerwone, prawdopodobnie w celu eksploatacji kopalń na Pustyni Wschodniej. Zachowana do dzisiaj w zbiorach muzeum w Luwrze stela z jego imieniem świadczy o wysokim poziomie rzemiosła za panowania tego władcy.
Pochowany w Umm al-Kaab w Abydos, razem z 335 innymi osobami.